# Oderen
Oderen (Odern in tedesco) è un comune francese di 1 256 abitanti situato nel dipartimento dell'Alto Reno nella regione del Grand Est.

## Società

### Evoluzione demografica
Abitanti censiti